# Großgundholz
Großgundholz ist (in der Schreibung Grossgundholz) eine Ortschaft und (in der Schreibung Großgundholz) eine Katastralgemeinde der Gemeinde Rappottenstein im Bezirk Zwettl in Niederösterreich. Die Ortschaft hat 41 Einwohner (Stand 1. Jänner 2024).

## Geografie
Das Dorf liegt südöstlich von Groß Gerungs an der Landesstraße L7315 und wird im Osten vom Kirchbach umflossen. Zur Ortschaft zählt auch die Lage Reitern im Nordosten.

## Siedlungsentwicklung
Zum Jahreswechsel 1979/1980 befanden sich in der Katastralgemeinde Großgundholz insgesamt 32 Bauflächen mit 14.687 m² und 20 Gärten auf 12.049 m², 1989/1990 gab es ebenso 32 Bauflächen. 1999/2000 war die Zahl der Bauflächen auf 85 angewachsen und 2009/2010 bestanden 48 Gebäude auf 84 Bauflächen.

## Geschichte
Der Ort wurde 1287 zum ersten Mal schriftlich als Gundolts erwähnt, der Name leitet sich vom althochdeutschen Personennamen „Gundolt“ ab.
Im Jahr 1822 wurde der Ort als Dorf mit 24 Häusern genannt, das nach Kirchbach eingepfarrt war, wohin auch die Kinder eingeschult wurden. Die Herrschaft Rottenbach besaß die Ortsobrigkeit und übte die Landgerichtsbarkeit aus, die Herrschaft Rosenau besorgte die Konskription und Rottenbach, Rappottenstein und die Probstei Zwettl hatten die Grundherrschaft inne.
Mit der Aufhebung der Grundherrschaften wurde der Ort 1849 eine Katastralgemeinde der Gemeinde Kirchbach.
Laut Adressbuch von Österreich waren im Jahr 1938 in Großgundholz ein Schmied, ein Schneider und einige Landwirte ansässig.
1952 konnte der Ort an das Stromnetz angeschlossen werden, die öffentliche Beleuchtung wurde 1965 installiert, und im Jahr 1959 die Wege des Ortes asphaltiert. 2008/2009 wurde die Abwasserkanalisation im Ort errichtet.
Am 1. Jänner 1972 wurde Großgundholz als Teil der Gemeinde Kirchbach nach Rappottenstein eingemeindet.

## Bodennutzung
Die Katastralgemeinde ist landwirtschaftlich geprägt. 263 Hektar wurden zum Jahreswechsel 1979/1980 landwirtschaftlich genutzt und 126 Hektar waren forstwirtschaftlich geführte Waldflächen. 1999/2000 wurde auf 228 Hektar Landwirtschaft betrieben und 160 Hektar waren als forstwirtschaftlich genutzte Flächen ausgewiesen. Ende 2018 waren 220 Hektar als landwirtschaftliche Flächen genutzt und Forstwirtschaft wurde auf 160 Hektar betrieben. Die durchschnittliche Bodenklimazahl von Großgundholz beträgt 21 (Stand 2010).